# Sahil (Metro de Bakú)
Sahil es una estación del Metro de Bakú. Se inauguró el 6 de noviembre de 1967.